# Rubus bregutiensis
Rubus bregutiensis är en rosväxtart som beskrevs av A. Kerner och Wilhelm Olbers Focke. Rubus bregutiensis ingår i släktet rubusar, och familjen rosväxter. Inga underarter finns listade i Catalogue of Life.